# 馬佐夫舍的辛芭卡
馬佐夫舍的辛芭卡（波蘭語：Cymbarka mazowiecka，約1395年—1429年9月28日），奧地利公爵夫人，馬佐夫舍公爵謝莫維特四世的女兒。

## 家庭
1412年，辛芭卡和奧地利公爵恩斯特結婚，兩人共有2子2女：
1. 腓特烈三世（1415年—1493年）
2. 瑪格麗塔（1416年—1486年）
3. 阿爾布雷希特（1418年—1463年）
4. 卡塔里娜（1420年—1493年）